# Delina
Delina is een geslacht van insecten uit de familie van de drekvliegen (Scathophagidae), die tot de orde tweevleugeligen (Diptera) behoort.

## Soorten
- D. anthrax (Schiner, 1864)
- D. bicolor (Macquart, 1835)
- D. nigriceps (Becker, 1894)
- D. nigrita (Fallen, 1819)
- D. veratri (Hendel, 1925)